# 法亨多夫
法亨多夫是德国巴伐利亚州的一个市镇。总面积9.96平方公里，总人口1859人，其中男性890人，女性969人（2011年12月31日），人口密度187人/平方公里。